# Live at Montreux 1986
Live at Montreux 1986 ist ein Konzertfilm des britischen Rockmusikers Eric Clapton. Die DVD erschien am 19. September 2006. Der Film wurde 2014 ebenso als Blu-ray Disc veröffentlicht. Die Aufnahmen stammen vom Montreux Jazz Festival im Juli 1986.

## Titelliste
1. Crossroads (Robert Johnson)
2. White Room (Pete Brown / Jack Bruce)
3. I Shot the Sheriff (Bob Marley)
4. I Wanna Make Love to You (Jerry Lynn Williams)
5. Miss You (Clapton / Phillinganes / Bobby Colomby)
6. Same Old Blues (Clapton)
7. Tearing Us Apart (Clapton / Phillinganes)
8. Holy Mother (Clapton / Stephen Bishop)
9. Behind the Mask (Chris J. Mosdell / Ryūichi Sakamoto)
10. Badge (Clapton / George Harrison)
11. Let It Rain (Clapton / Bonnie Bramlett)
12. In the Air Tonight (Collins)
13. Cocaine (J.J. Cale)
14. Layla (Clapton / Jim Gordon)
15. Sunshine of Your Love (Brown / Bruce / Clapton)
16. Further On Up the Road (Joe Medwick / Don Robey)

## Rezeption und Charts
Linus Schwanke von Laut.de bezeichnete den Film „in jeder Hinsicht [als] ein Highlight der Geschichte, zugleich ein Genuss für die verwöhnten Ohren und Augen derer, die diese Zeit erlebt haben und wissen, wie fein recht ausgekochter Bluesrock sein kann.“ Kritiker Olaf Oetken der Website rocktimes.de notierte, dass die Aufnahmen „ein schönes und wertvolles Dokument einer bestimmten und nicht unwichtigen Phase in der Laufbahn eines außergewöhnlichen Gitarristen und Musikers“ seien und vermerkt, dass dieses Konzert „garantiert zu seinen ereignisreicheren“ gehöre. In Deutschland erreichte die DVD Platz 99 der Charts und blieb insgesamt eine Woche in diesen. Der Film wurde mehrfach mit Musikauszeichnungen prämiert und verkaufte sich weltweit mehr als 70.000-mal.

## Auszeichnungen für Musikverkäufe
| Land/Region               | Auszeichnungen für Musikverkäufe (Land/Region, Auszeichnung, Verkäufe) | Verkäufe |
| ------------------------- | ---------------------------------------------------------------------- | -------- |
| Neuseeland (RMNZ)         | Gold                                                                   | 2.500    |
| Vereinigte Staaten (RIAA) | Gold                                                                   | 50.000   |
| Insgesamt                 | 2× Gold ·                                                              | 52.500   |

Hauptartikel: Eric Clapton/Auszeichnungen für Musikverkäufe